# Forças Armadas Chadianas
Forças Armadas Chadianas (em francês:  Forces Armées Tchadiennes, FAT) foram o exército do governo central do Chade de 1960 a 1979, sob os presidentes sulistas François Tombalbaye e Félix Malloum, até a queda do último em 1979, quando o chefe da gendarmerie, Wadel Abdelkader Kamougué, assumiu o comando. Juntamente com as unidades da gendarmaria, as Forças Armadas Chadianas tornaram-se uma força regional representando principalmente o grupo étnico sara das cinco prefeituras do sul. Juntou-se às forças do Governo de União Nacional de Transição (GUNT) que lutam contra Hissène Habré e foi beneficiário da ajuda da Líbia. As Forças Armadas Chadianas começariam a se desintegrar em 1982 como resultado de derrotas infligidas pelas Forças Armadas do Norte de Habré (FAN). A maioria dos soldados restantes aceitou a integração na FAN ou retomou sua insurgência como codos.